# Beatriz Barbuy

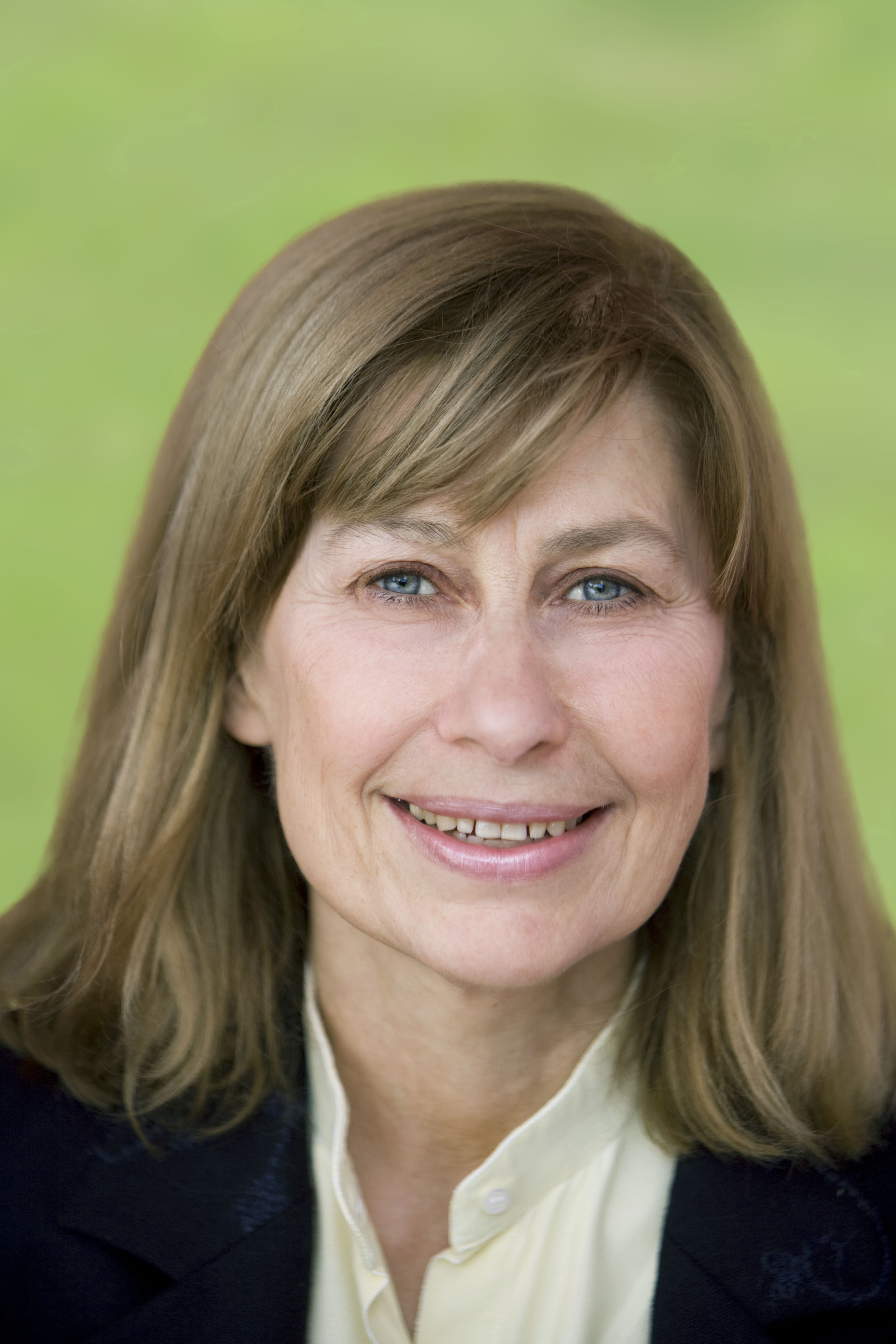
Beatriz Barbuy

Beatriz Leonor Silveira Barbuy (* 16. Februar 1950 in São Paulo) ist eine brasilianische Astrophysikerin und Hochschullehrerin.

## Leben
Barbuy beendete das Studium der Physik an der Universität von São Paulo mit einem Master und zog 1978 nach Frankreich, wo sie in der Gruppe von Roger Cayrel am Pariser Observatorium forschte. 1982 promovierte sie an der Universität Paris VII im Fach Astrophysik und kehrte 2009 nach Brasilien zurück. Sie ist ordentliche Professorin am Institut für Astronomie, Geophysik und Atmosphärenwissenschaften der Universität von São Paulo, an der sie seit über 30 Jahren lehrt, und war Gastwissenschaftlerin am Lick-Observatorium auf dem Gipfel des Mount Hamilton in Kalifornien, am Institute for Astronomy (UK) und an der Europäischen Sternwarte in Garching bei München.

## Wirken
Barbuy führte rund 40 Beobachtungsmissionen bei der ESO (Europäische Organisation für astronomische Forschung in der südlichen Hemisphäre) in Chile durch und nahm an Beobachtungsprogrammen des Hubble-Weltraumteleskops teil. 2009 wurde sie von der Zeitschrift Época als eine der 100 einflussreichsten Brasilianerinnen genannt.

## Auszeichnungen
- 2005: Kommandeur des Nationalen Ordens für Wissenschaftliche Verdienste, Brasilien
- 2008: Trieste Science Prize
- 2009: UNESCO-L’Oréal-Preis für Frauen in der Wissenschaft
- 2010: Scopus Brazil Award für wissenschaftliche Produktivität
- 2010: Gewähltes Ehrenmitglied der Royal Astronomical Society
- 2016: Gewähltes Ehrenmitglied der American Astronomical Society

### Mitgliedschaften
- Member American Astronomical Society
- International Astronomical Union
- Brazilian Astronomical Society (Präsidentin 1992 bis 1994)
- Royal Astronomical Society
- Society Francaise Specialistes D’Astronomie
- Academia Cièncias Estado de São Paulo
- French Academy of Sciences
- Academy of Sciences for the Developing World (TWAS)
- Mitglied der American Academy of Arts and Sciences

## Schriften (Auswahl)
- Globular Cluster and Galaxy Formation: M31, the Milky Way, and Implications for Globular Cluster Systems of Spiral Galaxies, The Astrophysical Journal, Volume 614, Number 1, 2014
- The Stellar Populations of Galaxies, Kluwer, 1992 (auch: Springer Netherlands, 1992)